# Котляров, Владимир Андреевич
Влади́мир Андре́евич Котляро́в (род. 28 октября 1987, Дубна, Московская область) — музыкант, поэт, композитор, вокалист и автор песен. Вокалист группы «Порнофильмы».

## Биография

### Детство и юность
Владимир Котляров родился в городе Дубна, в СССР 28 октября 1987 года. Пошёл в Школу №7 в Дубне. Желание заниматься музыкой появилось, когда Владимир учился во втором классе и первый раз услышал группу Nirvana. Позже он увидел передачу про Курта Кобейна «после этого я понял, что это моё». Постепенно Владимир начал слушать русские панк-рок группы и самое большое влияние на него оказала группа «Гражданская оборона». С начальных классов Владимир начал учиться играть на гитаре и к десятому-одиннадцатому классу уже мог сыграть некоторые песни «Гражданской обороны». Ещё в школе Владимир начинал играть свою музыку, собрав с друзьями первую группу. В местном доме детского творчества был кружок вокально-инструментального ансамбля, куда ребята и начали ходить. Там преподаватель научил их играть песни The Beatles. Спустя какое то время первая группа в которой играл Владимир распалась из-за разногласий и того, что не все её участники хотели связывать свою жизнь с музыкой. Этот опыт в дальнейшем помог ему основать группу «Порнофильмы». 
Ещё со школы Владимир начал пить; примерно с восемнадцати лет почти никогда не был трезвым. В какой-то момент жизни, после очередной пьянки Владимир пережил слуховую галлюцинацию: «будто серьёзный мужской голос отчётливо говорит мне прямо в ухо: “Вставай, хватит бухать!». В разное время Владимир работал на заводе, продавцом в музыкальном магазине, в типографии.

### «Порнофильмы»
22 октября 2008 года была основана группа «Порнофильмы». На момент создания группы Владимир всё еще сильно пил и тема алкоголя была одной из основных в текстах песен. Но в 2012 году, когда ему было 24 года, резко бросил пить алкоголь и исключил подобную тематику песен из творчества группы. Примерно в этот же период стал строгим вегетарианцем. «Это большая проблема российской панк-сцены — все популярные группы негативно влияли на свою аудиторию, на подростков. Умные, творческие ребята, обманутые любимыми песнями, свернули не на тот путь и закончили плохо». Впоследствии все участники группы «Порнофильмы» стали вести здоровый образ жизни. За 2012 год группа выпустила 4 альбома и на них обратили внимание такие музыканты в этом жанре, как Дмитрий Кузнецов из «Элизиума» и Дмитрий Спирин из группы «Тараканы!» В 2022 году группа в полном составе перебралась на постоянное место жительства в Грузию, в город Тбилиси.
Они видят, что можно жить по-другому и начинают сами пробовать измениться. Я отказался от алкоголя, а вместе со мной и вся группа. Я решил этот рецепт вложить в песни.
8 сентября 2023 года министерство юстиции России объявило Владимира Котлярова «иностранным агентом» и внесло его имя в единый реестр иноагентов.
29 сентября 2024 года ТАСС заявили о том, что Владимиру Котлярову грозит уголовное дело о дискредитации ВС РФ и лишение свободы от двух до пяти лет. Ранее вокалист привлекался к административному наказанию по ст. 20.3.3 КоАП РФ (Тверской суд Москвы 13 июня 2024 года признал Котлярова виновным и назначил штраф в 50 тысяч рублей. 29 сентября 2024 года Владимиру был назначен аналогичный штраф по той же статье).

## Личная жизнь
Владимир Котляров женат на Инне Медведун

## Видео
- «Порнофильмы» — о том, что с собой в тюрьму возьмет Песков, о Роме Звере и жизни в эмиграции (Интервью с солистом группы «Порнофильмы» Володей Котляровым). The Insider. 2023.